# Турійські джерела
Турі́йські джере́ла — гідрологічна пам'ятка природи місцевого значення в Україні. Розташована в межах Володимирського району Волинської області, між селами Мовчанів та Озютичі, за 70 м на північний захід від перетину автошляху Т 0311 (Седлище — Ковель — Скобелка) з річкою Турією.
Площа 0,02 га. Статус надано в 1976 році за рішенням Волинського облвиконкому від 26.09.1977 № 468-р. Перебуває у віданні Затурцівської сільської територіальної громади. 
Створена з метою збереження потужних джерел природного походження, які відіграють важливу роль у регуляції гідрорежиму річки Турії.

## Галерея

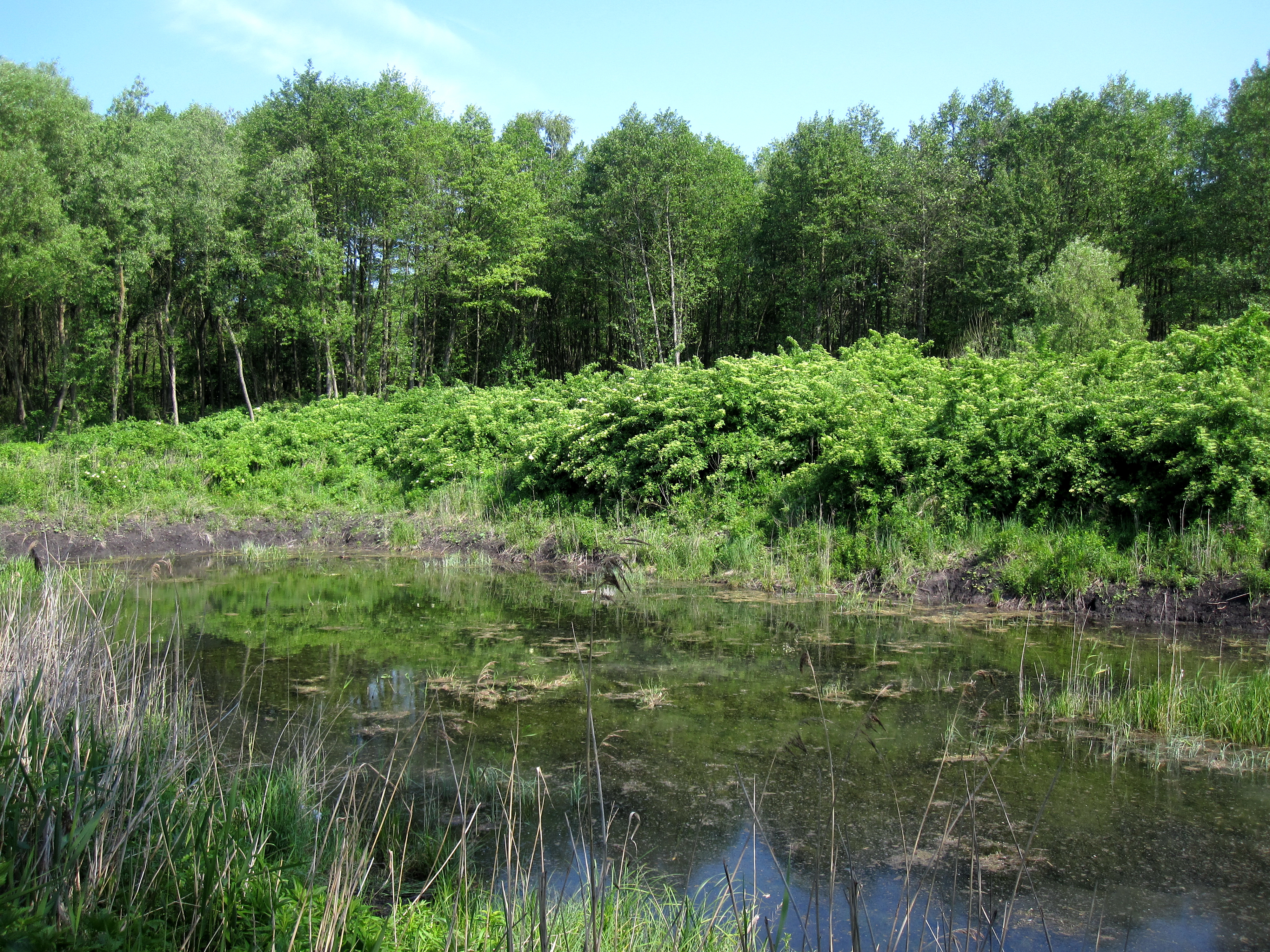
Загальний вигляд
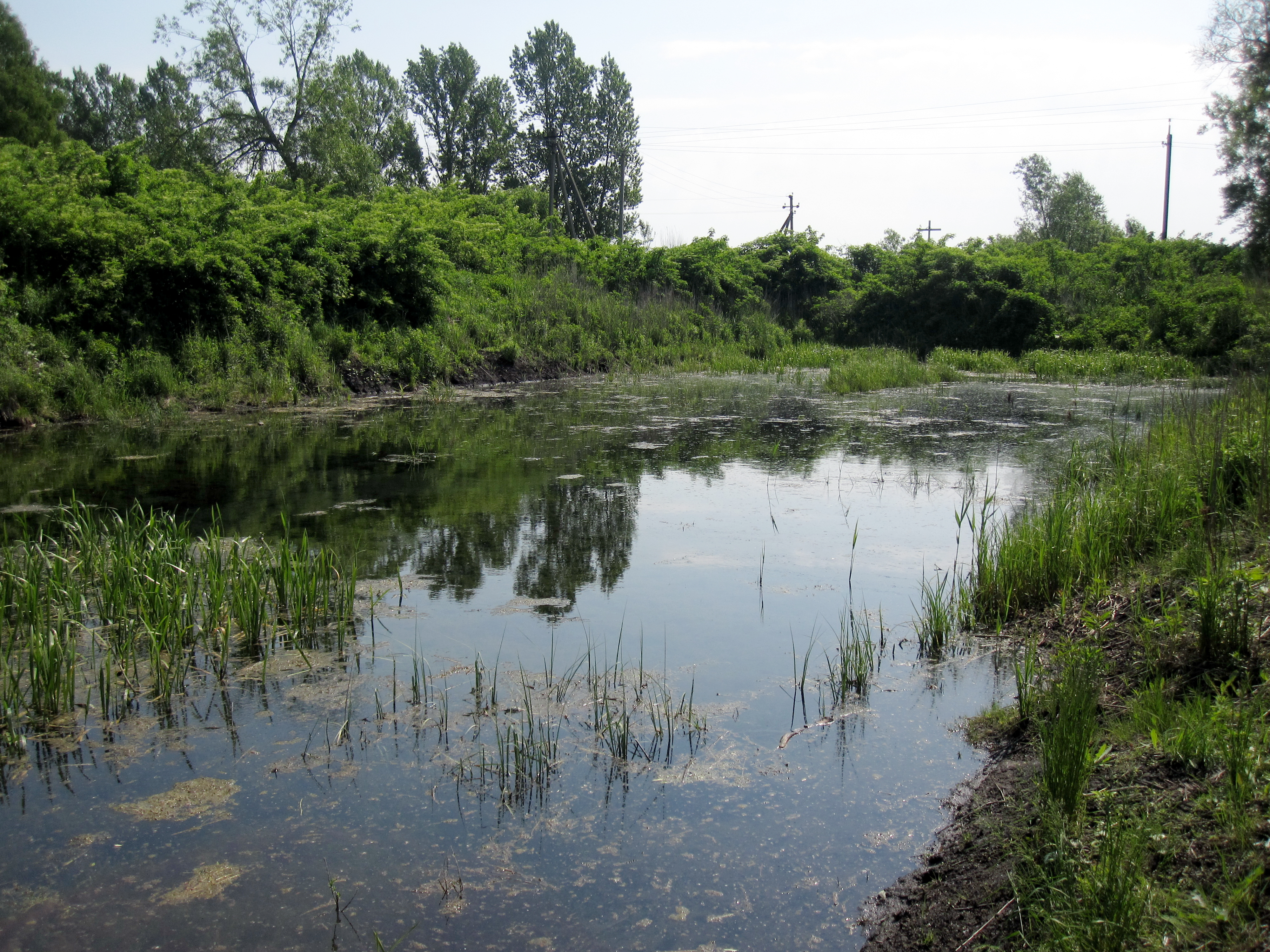
Загальний вигляд
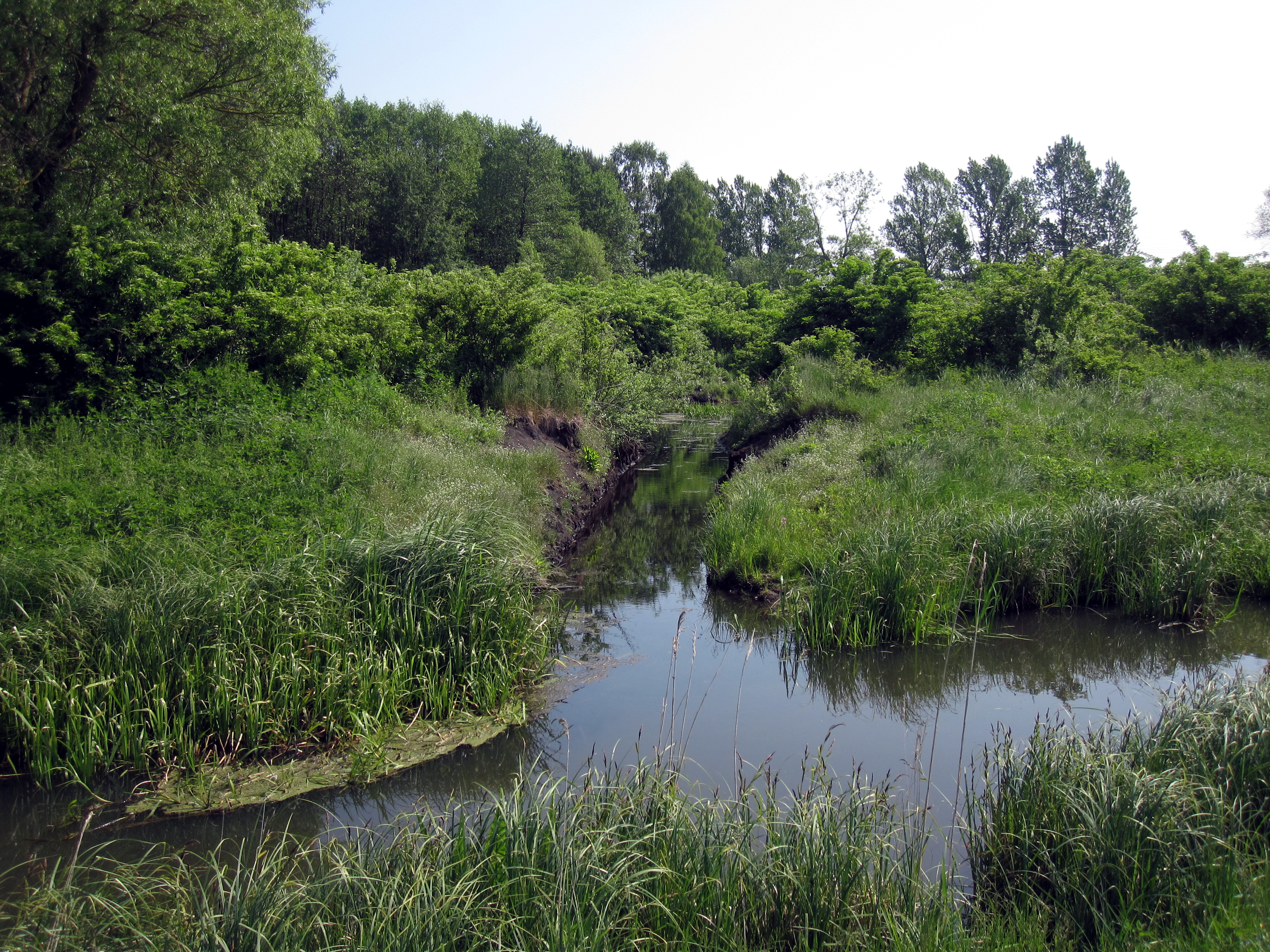
канал від джерел до річки Турія
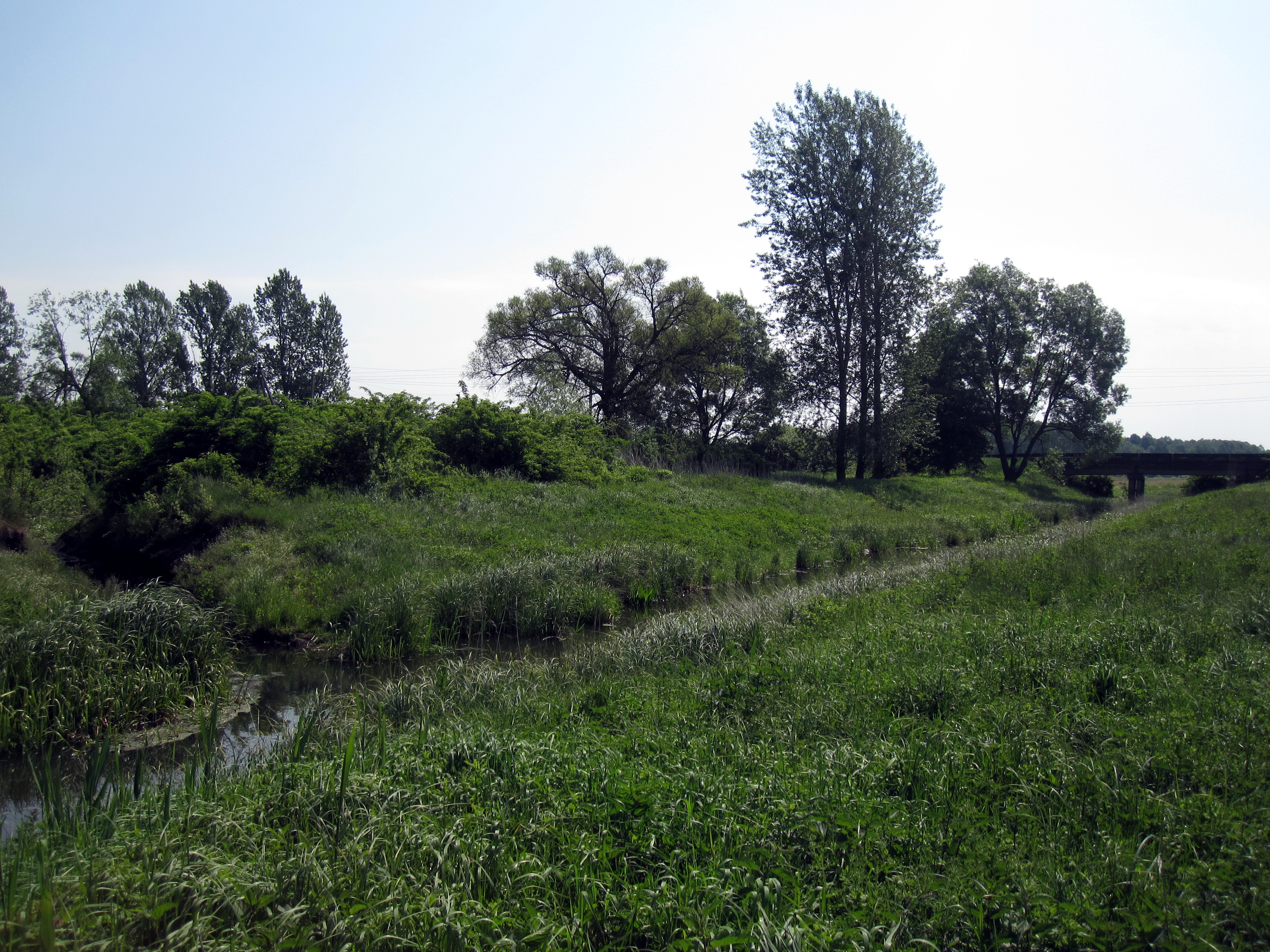
Річка Турія, в яку впадає канал від джерел